# Michael Brandner (Schauspieler)

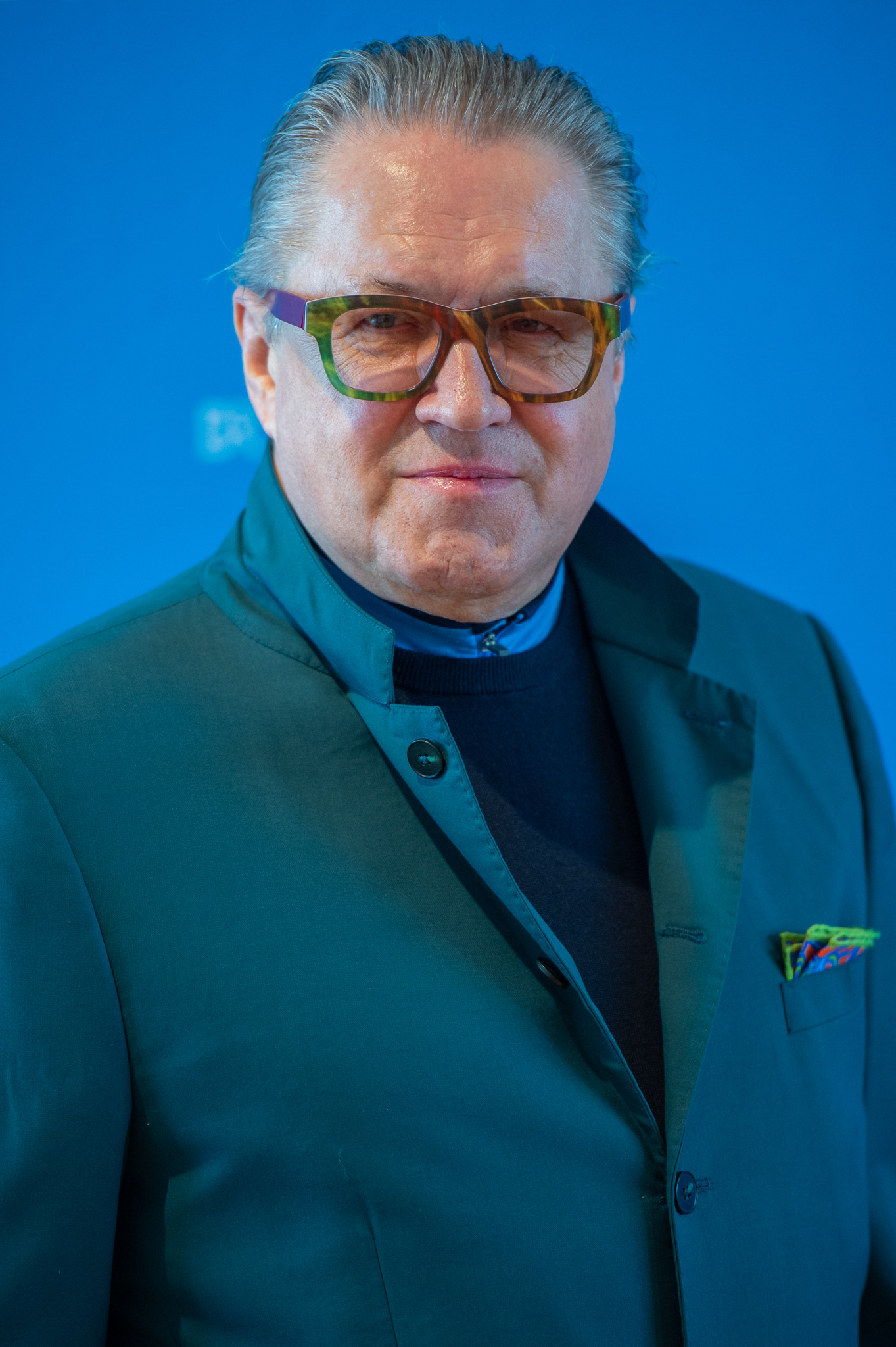
Michael Brandner (2019)

Michael Brandner (* 22. November 1951 in Augsburg) ist ein deutscher Schauspieler. Zu seinen häufigsten Arbeiten zählen extreme, zum Teil überzeichnete Charaktere in Verbindung mit tragischen oder komödiantischen Geschichten.

## Leben
Michael Brandner wurde in Augsburg geboren und wuchs in Pöttmes und Dortmund auf. 
Bevor er zum Schauspielfach wechselte, war Michael Brandner ausgebildeter Schreiner und Technischer Zeichner. Ursprünglich wollte er Architekt, Maler oder Bildhauer werden. 
Mit Freunden gründete und bespielte er eine Laienbühne in Dortmund. Peter Zadek, damals Intendant am Schauspielhaus Bochum, wurde auf die Gruppe aufmerksam. Unter der Intendanz von Zadek stand er das erste Mal auf der Bühne. Nach der Bildung des freien Theaters Fletch Bizzel wurde Brandner Ensemblemitglied am Stadttheater Dortmund unter der Leitung von Guido Huonder.
Mit der Ruhrpott-Saga Rote Erde hatte er dann seinen entscheidenden Durchbruch als Fernsehdarsteller. Als Paraderolle gilt zum einen der Bowlingbahnbesitzer in Verschwinde von hier, der um die Liebe seines Stiefsohnes kämpft. Der Film gewann den Max-Ophüls-Preis 2000.
Im Kinofilm Leo und Claire (2001) spielte Brandner den Fritz Haeberlein. Zum anderen ist seine Darstellung des dubiosen Managers eines Busenwunders (Nadeshda Brennicke) im BR-Polizeiruf 110 – Silikon Walli und seine Teilnahme an der ersten Besetzung der RTL-Serie Die Camper hervorzuheben. Für die Hauptrolle im Tatort Schneetreiben war er 2006 für den Bayerischen Fernsehpreis nominiert. Mit Andreas Kleinert hat er bereits zwei Produktionen, Hurenkinder und den Polizeiruf 110: Rosis Baby, gedreht. Auch seine Rolle in Florian Baxmeyers Tatort: Macht der Angst erntete große Anerkennung.
In dem Doku-Drama München 72, Regie Marc Brasse, stellte er Hans-Dietrich Genscher dar. Er spielte bei der vielbeachteten Serie Add a Friend eine Staffelhauptrolle und hat für die ARD in der Serie Hubert ohne Staller eine durchgehende Rolle als (mittlerweile degradierter) Polizeirat Reimund Girwidz übernommen. Auf der Leinwand konnte man Michael Brandner zuletzt in Wunderkinder, Regie Marcus O. Rosenmüller, der als bester ausländischer Film auf mehreren Festivals prämiert wurde, oder in der internationalen Produktion The Monuments Men unter der Regie von George Clooney sehen.
Michael Brandner war Mitgründer und von 2006 bis 2019 auch 1. Vorsitzender des Bundesverbandes Schauspiel (BFFS). Dieser ist mit über 3500 Mitgliedern der größte Berufsverband der Film- und Fernsehindustrie Deutschlands. Seit Februar 2020 ist Brandner Ehrenpräsident des BFFS. Seit Dezember 2010 ist er zudem Mitgründer und 1. Vorsitzender der Deutschen Akademie für Fernsehen mit Sitz in München und Köln. Die Akademie wurde als Basis für die Förderung der Entwicklung des deutschen Fernsehens als wesentlicher Anteil der deutschen Kultur und in diesem Sinne als Stimme der Fernsehschaffenden konzipiert. Für sein Engagement als Gründer und Vorstandsmitglied des BFFS wurde er im Rahmen der Verleihung des Deutschen Schauspielpreises 2018 mit dem Sonderpreis Weiter Horizont ausgezeichnet.
Michael Brandner ist seit 1997 mit der 1962 in Stuttgart geborenen Schauspielagentin Karin Brandner verheiratet und hat einen Sohn. Er wohnt mit seiner Familie in München.

## Filmografie (Auswahl)
- 1988: Ein Treffen mit Rimbaud
- 1988: In den Todeskrallen des Dr. DO (Lokalkrimi des Kabelpilotprojektes Dortmund)
- 1989: Tatort – Der Pott (Fernsehreihe)
- 1989: Lindenstraße (Fernsehserie, Folge Die Fahndung läuft)
- 1991: Aus gutem Grund (Kurzfilm)
- 1991: Elfenbein
- 1991–2008: Ein Fall für zwei (Fernsehserie, verschiedene Rollen, 7 Folgen)
- 1992: Nordkurve
- 1992: Unsere Hagenbecks (Fernsehserie, Folge Nachwuchs)
- 1992: Kommissar Klefisch – Ein unbekannter Zeuge (Fernsehreihe)
- 1992–1993: Vera Wesskamp (Fernsehserie, 12 Folgen)
- 1993: Auf eigene Gefahr (Fernsehserie, 12 Folgen)
- 1994: Glückliche Reise – Hongkong (Fernsehreihe)
- 1994: Alles außer Mord – Der Name der Nelke (Fernsehreihe)
- 1994: Kommissar Rex (Fernsehserie, Folge Diagnose Mord)
- 1994: Wohin gehen wir heute abend?
- 1994: Der Gletscherclan (Fernsehserie, 14 Folgen)
- 1995: Freunde fürs Leben (Fernsehserie, 2 Folgen)
- 1995: Club Las Piranjas
- 1995: Der Sandmann
- 1996: Kommissar Klefisch – Vorbei ist vorbei
- 1996: Tresko – Amigo Affäre
- 1996–2004: Doppelter Einsatz (Fernsehserie, verschiedene Rollen, 3 Folgen)
- 1997: Stockinger (Fernsehserie, Folge Spuren in den Tod)
- 1997: Die Camper (Fernsehserie, 13 Folgen)
- 1997: Ein starkes Team – Mordlust (Fernsehreihe)
- 1997: 8cht (Kurzfilm)
- 1997: 60 Minuten Todesangst
- 1997: Sterben ist gesünder
- 1997: Anwalt Martin Berg – Im Auftrag der Gerechtigkeit (Fernsehserie, Folge Ein sauberer Mord – Tod in der Reinigungsfirma)
- 1998: Im Namen des Gesetzes (Fernsehserie, Folge Die Gunst der Stunde)
- 1998: Der Kuss des Killers
- 1998: Die Schläfer
- 1998, 2003: Balko (Fernsehserie, verschiedene Rollen, 2 Folgen)
- 1999: SK Kölsch (Fernsehserie, Folge Der Aap)
- 1999: Verschwinde von hier
- 1999: Himmel, Harz und Hölle – Goethes Dämonen
- 1999: Bang Boom Bang – Ein todsicheres Ding
- 1999: Ein Mann wie eine Waffe
- 1999: ’Ne günstige Gelegenheit
- 1999: Polizeiruf 110 – Über den Dächern von Schwerin (Fernsehreihe)
- 2000: HeliCops – Einsatz über Berlin (Fernsehserie, Folge Blutige Geschäfte)
- 2000: Zerbrechliche Zeugin
- 2000: Kaffee und Kippen (Kurzfilm)
- 2000: Ich beiß zurück
- 2000: Die Unbesiegbaren
- 2000: Donna Leon – Venezianische Scharade (Fernsehreihe)
- 2001: Venus and Mars
- 2001: Anwalt Abel (Fernsehserie, Folge Zuckerbrot und Peitsche)
- 2001: Bronski und Bernstein (11 Folgen)
- 2001: Es muss Liebe sein
- 2001: Space Zoo (Kurzfilm)
- 2001: Leo und Claire
- 2002: Ich bring Dich hinter Gitter
- 2002: Was nicht passt, wird passend gemacht
- 2002: Bis dass dein Tod uns scheidet
- 2002: Problemzone Mann
- 2002: Polizeiruf 110 – Silikon Walli
- 2002: Tatort – Endspiel
- 2002: Ein Sack voll Geld
- 2002–2003: Der Tod ist kein Beinbruch (Fernsehserie, 4 Folgen)
- 2003, 2010: SOKO München (Fernsehserie, verschiedene Rollen, 2 Folgen)
- 2003: Tochter meines Herzens
- 2003: Die Verbrechen des Professor Capellari – Stachel im Fleisch (Fernsehreihe)
- 2003: Tigeraugen sehen besser
- 2003: Im Schatten der Macht
- 2003: Der Bulle von Tölz – Klassentreffen
- 2003:  Edel & Starck Mord ist sein Hobby
- 2003: Tatort – Bermuda
- 2004: Die Wache (Fernsehserie, Folge Alles Theater)
- 2004: Mädchen, Mädchen 2 – Loft oder Liebe
- 2004: Der Untergang
- 2004: Prinzessin macht blau
- 2004: Crazy Race 2 – Warum die Mauer wirklich fiel
- 2004: Sergeant Pepper
- 2004–2013: SOKO Köln (Fernsehserie, verschiedene Rollen, 3 Folgen)
- 2005: Die Bullenbraut – Ihr erster Fall
- 2005: Polizeiruf 110 – Vollgas
- 2005–2013: SOKO Kitzbühel (Fernsehserie, verschiedene Rollen, 4 Folgen)
- 2005: Um Himmels Willen (Fernsehserie, Folge Rache-Engel)
- 2005: Wenn der Vater mit dem Sohne
- 2005: Siegfried
- 2005: Emilia – Familienbande
- 2005: Tod einer Sekretärin (Kurzfilm)
- 2005: Heirate meine Frau
- 2005: Adelheid und ihre Mörder (Fernsehserie, 8 Folgen)
- 2005: Tatort – Schneetreiben
- 2006, 2010: Die Rosenheim-Cops (Fernsehserie, verschiedene Rollen, 2 Folgen)
- 2006: Dresden
- 2006: Als der Fremde kam
- 2006: Hagen PM (Kurzfilm)
- 2006: Mafalda di Savoia
- 2006: Im Namen der Braut
- 2007: Der Mann im Heuhaufen
- 2007: Kein Bund für’s Leben
- 2007: Die Masche mit der Liebe
- 2007: Erlkönig
- 2007: Tatort – Macht der Angst
- 2007: Tatort – Unter uns
- 2007: Kommissarin Lucas – German Angst (Fernsehreihe)
- 2007–2015: SOKO Leipzig (Fernsehserie, verschiedene Rollen, 19 Folgen)
- 2008: Ossi’s Eleven
- 2008: Polizeiruf 110 – Rosis Baby
- 2008: Hurenkinder
- 2008: Gefühlte XXS – Vollschlank & frisch verliebt
- 2008: Tischlein deck dich (ARD-Märchenfilmreihe Sechs auf einen Streich)
- 2008: Lutter – Blutsbande (Fernsehreihe)
- 2008: Die Jahrhundertlawine
- 2008: Pfarrer Braun – Heiliger Birnbaum
- 2008–2019: Alarm für Cobra 11 – Die Autobahnpolizei (Fernsehserie, verschiedene Rollen, 7 Folgen)
- 2008: Utta Danella – Mit dir die Sterne sehen (Fernsehreihe)
- 2008: Polizeiruf 110 – Wolfsmilch
- 2009: Männersache
- 2009: Durch diese Nacht
- 2009: Hanna und die Bankräuber
- 2009: Crashpoint – 90 Minuten bis zum Absturz
- 2009: Geld.Macht.Liebe (Fernsehserie, 19 Folgen)
- 2009, 2010: Der Alte (Fernsehserie, verschiedene Rollen, 2 Folgen)
- 2010: Die Wanderhure
- 2010: Tatort – Der Polizistinnenmörder
- 2011, 2015: SOKO Donau (Fernsehserie, verschiedene Rollen, 2 Folgen)
- 2011: Der letzte Bulle (Fernsehserie, Folge Die verpasste Chance)
- 2011: Danni Lowinski (Fernsehserie, Folge Um die Wurst)
- 2011: Küstenwache (Fernsehserie, Folge Logbuch der Lügen)
- 2011: Kommissar Stolberg (Fernsehserie, Folge Zwischen den Welten)
- 2011: Der Bergdoktor (Fernsehserie, Folge Nahkampf)
- 2011: Kann denn Liebe Sünde sein?
- 2011: Das große Comeback
- 2011: Wunderkinder
- seit 2011: Hubert ohne Staller (Fernsehserie; 2011–2018: Hubert und Staller)
- 2012: Mord in bester Gesellschaft: Der Tod der Sünde (Fernsehreihe)
- 2012: Nicht mit mir, Liebling
- 2012: Vom Traum zum Terror – München 72 (Dokudrama)
- 2013: Inga Lindström – Wer, wenn nicht Du (Fernsehreihe)
- 2013: Helden – Wenn dein Land dich braucht
- 2013: Mein Mann, ein Mörder
- 2014: Add a Friend (Fernsehserie, 7 Folgen)
- 2014: Monuments Men – Ungewöhnliche Helden (The Monuments Men)
- 2014: Mordsfreunde – Ein Taunuskrimi (Fernsehreihe)
- 2014: Heldt (Fernsehserie, Folge Feuerteufel)
- 2015: Utta Danella – Lügen haben schöne Beine
- 2015: Mordkommission Istanbul – Club Royal (Fernsehreihe)
- 2016: Der Staatsanwalt (Fernsehserie, Folge Sugardaddy)
- 2017: Der junge Karl Marx (Le jeune Karl Marx)
- 2017: Gift
- 2017: Mata Hari – Tanz mit dem Tod
- 2018: Wilsberg – Mörderische Rendite
- 2019: Eine Hochzeit platzt selten allein
- 2020: Meister des Todes 2
- 2020: Der Beischläfer (Fernsehserie, Folge Brandstiftung)
- 2021: Zum Glück zurück
- 2021: Plan A
- 2024: Letzte Spur Berlin (Fernsehserie; Folge: Luftschlösser)

## Schriften
- Kerl aus Koks. Autobiografischer Roman. List, München 2022, ISBN 978-3-471-36045-3.